# Ачырпын
Ачырпын, ачарпын (аҿарпын) — абхазский народный духовой музыкальный инструмент, типа флейты, длиной 70—80 см, изготавливается из горного растения. Это род продольной одноствольной флейты, которая представляет собой полую трубку, открытую с обеих сторон. Изготавливают ачырпын из стебля зонтичного растения.
На нем три, реже шесть игровых отверстий в конце, а на некоторых на противоположной им стороне, почти у головки, имеется еще по одному небольшому четырехугольному отверстию.
Изготавливают ачарпын из стебля борщевика, который по-абхазски называется ачарпын.

## История
Названием флейт, как и вообще духовых инструментов, служило название материала, из которого эти инструменты изготовлялись.  Отсюда же название ряда духовых инструментов - най, что по-ирански значит «тростник». Отсюда же названия башкирской и абхазской продольных флейт - курай и ачарпан, обозначающие растения, из которых эти инструменты сделаны.

## Обрядовая культура
Ачырпын – пастушеский инструмент.
В период праздничного приема посетителя в Абхазии  окружала вниманием молодежь, в его честь организовывали пляски, его веселили игрой на ачарпын, аюмаа, ахымаа или апхьарца.
В абхазской версии нартского эпоса «манера исполнения обусловлена формой различных сказаний. Прозаический текст (наиболее распространенная форма бытования абхазского нартского эпоса) излагает один сказитель. Текст целиком стихотворный поется одним или группой сказителей, либо исполняется на национальных музыкальных инструментах апхярце, авимаа, или ахымаа (арфы) или же на ачарпыне (свирель). Весьма редко встречаются сказания смешанной стихотворно-прозаической формы» 

## Инструментальные коллективы
В современной Абхазии существует множество народных инструментальных ансамблей, которые исполняют композиции на ачырпыне. Используется в  оркестрах народных инструментов, самый известный ансамбль "Гунда"